# Dorian Gregory
Dorian Gregory, född 26 januari 1971 i Washington, District of Columbia, USA, är en amerikansk skådespelare. Gregory har varit med i Förhäxad som en polis vars namn var Darryl som hjälper systrarna.

## Filmografi (urval)
- Getting Played (2005)
- Deliver Us from Eva (2003)
- Förhäxad (1998) TV-serie
- Just Write (1997)
- The Apocalypse (1997)
- Baywatch Nights (1995) TV-serie
- The Barefoot Executive (1995) TV-film
- Story of a People (1993) TV-serie